# هلن مک
هلن مک (انگلیسی: Helen Mack؛ ۱۲ نوامبر ۱۹۱۳ – ۱۳ اوت ۱۹۸۶) یک هنرپیشه اهل ایالات متحده آمریکا بود.

## فیلم‌شناسی
از فیلم‌ها یا برنامه‌های تلویزیونی که وی در آن نقش داشته است می‌توان به شی، منشی همه‌کاره او اشاره کرد.